# Tati (singolo)
Tati è un singolo del rapper statunitense 6ix9ine, pubblicato il 27 maggio 2018 in collaborazione con DJ Spinking come primo estratto dell'album in studio di debutto del rapper, Dummy Boy.

## Tracce
1. Tati – 2:38

## Classifiche
| Classifica (2018) | Posizione massima |
| ----------------- | ----------------- |
| Stati Uniti       | 46                |
| Regno Unito       | 100               |